# Coenogonium luteocitrinum
Coenogonium luteocitrinum är en lavart som beskrevs av Rivas Plata, Lücking & Umaña. Coenogonium luteocitrinum ingår i släktet Coenogonium och familjen Coenogoniaceae.   Inga underarter finns listade i Catalogue of Life.